# Hjälteby
Hjälteby är en bebyggelse i Valla socken, Tjörns kommun i Västra Götalands län och landskapet Bohuslän. 
För bebyggelse i orten och dess kringområde hade SCB före 2018 avgränsat en småort, före 2015 namnsatt till Hjälteby och del av Sundsby. 2015 utbröts småorten Hagen. 2018 införlivades Hagen och hela området klassades som en tätort, som 2023 delades i två, Hjälteby norr  och denna del, båda klassades som småorter. 

## Befolkningsutveckling
| Befolkningsutvecklingen i Hjälteby/Hjälteby och del av Sundsby 1990–2020                | Befolkningsutvecklingen i Hjälteby/Hjälteby och del av Sundsby 1990–2020 | Befolkningsutvecklingen i Hjälteby/Hjälteby och del av Sundsby 1990–2020 | Befolkningsutvecklingen i Hjälteby/Hjälteby och del av Sundsby 1990–2020 | Befolkningsutvecklingen i Hjälteby/Hjälteby och del av Sundsby 1990–2020 |
| --------------------------------------------------------------------------------------- | ------------------------------------------------------------------------ | ------------------------------------------------------------------------ | ------------------------------------------------------------------------ | ------------------------------------------------------------------------ |
|                                                                                         |                                                                          |                                                                          |                                                                          |                                                                          |
| År                                                                                      |                                                                          |                                                                          | Folkmängd                                                                | Areal (ha)                                                               |
| 1990                                                                                    | 1990                                                                     |                                                                          | 152                                                                      | 64#                                                                      |
| 1995                                                                                    | 1995                                                                     |                                                                          | 135                                                                      | 44#                                                                      |
| 2000                                                                                    | 2000                                                                     |                                                                          | 146                                                                      | 45#                                                                      |
| 2005                                                                                    | 2005                                                                     |                                                                          | 161                                                                      | 43#                                                                      |
| 2010                                                                                    | 2010                                                                     |                                                                          | 181                                                                      | 43#                                                                      |
| 2015                                                                                    | 2015                                                                     |                                                                          | 111                                                                      | 24#                                                                      |
| 2020                                                                                    | 2020                                                                     |                                                                          | 209                                                                      | 58                                                                       |
| Anm.: tätort 2018 då småorten Hagen införlivades efter att utbrutits 2015 # Som småort. |                                                                          |                                                                          |                                                                          |                                                                          |